# Rua Júlio César Machado
A Rua Júlio César Machado é uma rua localizada na freguesia de Santo António, anteriormente Coração de Jesus, em Lisboa.
O Hotel Tivoli Jardim foi edificado nesta rua que também dá acesso ao Cinema São Jorge (em vias de classificação como Imóvel de Interesse Público pelo IGESPAR).
Nomeada em honra a Júlio César Machado.